# Rondeletia orinocensis
Rondeletia orinocensis är en måreväxtart som beskrevs av Julian Alfred Steyermark. Rondeletia orinocensis ingår i släktet Rondeletia och familjen måreväxter. Inga underarter finns listade i Catalogue of Life.